# Harumaki
Harumaki, uscito nell'ottobre 2007, è il quarto album de El Puchero del Hortelano, il primo pubblicato con l'etichetta Aficiones Records.

## Tracce
1. Miralo – 3:45
2. Tu eres eso – 4:00
3. Sevillanas hipotecadas – 3:41
4. Sabado – 4:26
5. Cuidao Conmigo – 2:54
6. Alegrias a contramano – 3:04
7. Asuntos serios – 4:01
8. Lo que pasa es que me cuelgo – 3:07
9. A tientas en el tiempo – 5:11
10. El primer dia del año – 4:10
11. No te bajas – 4:16